# Świętojezierski Wałdajski Monaster Iwerskiej Ikony Matki Bożej
Świętojezierski Wałdajski Monaster Iwerskiej Ikony Matki Bożej – prawosławny męski klasztor położony na Wyspie Sielwickiej na jeziorze Wałdaj, w obwodzie nowogrodzkim Federacji Rosyjskiej, w eparchii nowogrodzkiej Rosyjskiego Kościoła Prawosławnego. Obok monasteru Podwyższenia Krzyża Pańskiego na wyspie Kij i Nowego Jeruzalem jeden z trzech klasztorów ufundowanych przez patriarchę moskiewskiego i całej Rusi Nikona.

## Historia
Z inicjatywą założenia klasztoru na jednej z wysp jeziora Wałdaj patriarcha Nikon wystąpił natychmiast po objęciu urzędu zwierzchnika Rosyjskiego Kościoła Prawosławnego. Jego zamysł poparł car Aleksy I i wydzielił na ten cel niezbędne środki. Wzorem dla obiektu miał być klasztor Iwiron na górze Athos. W lecie 1653 zakończono budowę pierwszych świątyń monasterskich – soboru Iwerskiej Ikony Matki Bożej oraz cerkwi św. Filipa, metropolity Moskwy. Na czele wspólnoty stanął archimandryta Dionizy. W czasie pierwszej wizyty w klasztorze patriarcha Nikon uroczyście poświęcił wody jeziora Wałdaj, nakazując od tej pory nazywać je świętym; stąd nazwa monasteru – świętojezierski. W 1654 wspólnota liczyła 26 mnichów. W celu podniesienia jej prestiżu Nikon nakazał przenieść do monasteru relikwie licznych świętych, w tym części relikwii cudotwórców moskiewskich: św. metropolity Piotra, św. metropolity Jonasza oraz św. metropolity Filipa. W tym samym roku monaster otrzymał liczne nadanie ziemskie oraz objął na własność całe jezioro Wałdaj z położonymi na nim wyspami.
W 1655 do klasztoru przenieśli się mnisi z monasteru Objawienia Pańskiego w Orszy w liczbie ponad 70. Dzięki ich przyjazdowi w monasterze powstała drukarnia. Rok później ukończono budowę nowego, murowanego soboru monasterskiego pod wezwaniem Zaśnięcia Matki Bożej. Został on natychmiast poświęcony; z Moskwy przywieziono do niego kopię Iwerskiej Ikony Matki Bożej. Do usunięcia Nikona z katedry patriarszej w 1666 liczba mnichów wzrosła do 200.
Od początku XVIII w. monaster systematycznie tracił na znaczeniu. Od 1712 do 1730 był filią budowanej w Petersburgu Ławry św. Aleksandra Newskiego. Pozostawał jednak celem pielgrzymkowym; jego archimandryta Laurenty cieszył się opinią świętego starca. Klasztor funkcjonował do rosyjskiej wojny domowej. W styczniu 1918 władze bolszewickie zarekwirowały zapasy żywności znajdujące się w monasterze, zaś jesienią tego samego roku – cenne elementy wyposażenia cerkwi klasztornych. Resztki utensyliów zostały odebrane wspólnocie w czasie akcji konfiskat w 1922. Od 1919 do 1927 monaster był formalnie zarejestrowany jako spółdzielnia pracy. W 1927 został zamknięty, co miało położyć kres kultowi Iwerskiej Ikony Matki Bożej. W tym samym roku została ona wywieziona w nieznane miejsce. W dalszych latach w klasztorze mieściło się kolejno muzeum, pracownie, szpital, dom dla inwalidów II wojny światowej oraz szkoła dla dzieci chorych na gruźlicę i ośrodek wypoczynkowy.
Rosyjski Kościół Prawosławny odzyskał klasztor dzięki staraniom arcybiskupa nowogrodzkiego i staroruskiego Lwa (Cerpickiego). W 1991 w zniszczonych zabudowaniach monasteru patriarcha moskiewski i całej Rusi Aleksy II odprawił molebień przed odzyskaną kopią Iwerskiej Ikony Matki Bożej. W tym samym roku eparchia nowogrodzka i staroruska ponownie przejęła ruiny monasteru. Pierwszym przełożonym reaktywowanego klasztoru został ihumen Stefan. Następnie do 2011 funkcję tę pełnił archimandryta Efrem (Barbiniagra). W grudniu 2011 Święty Synod Rosyjskiego Kościoła Prawosławnego uznał monaster za ośrodek życia mniszego o szczególnym znaczeniu i w związku z tym nadał honorową godność jego przełożonego arcybiskupowi nowogrodzkiemu, podczas gdy faktyczne kierownictwo klasztorem pozostaje w rękach jego namiestnika.
Do 2007 w monasterze ukończono prace konserwatorskie. Przy klasztorze powstało niewielkie muzeum poświęcone dziejom wspólnoty i postaci patriarchy Nikona.

## Galeria

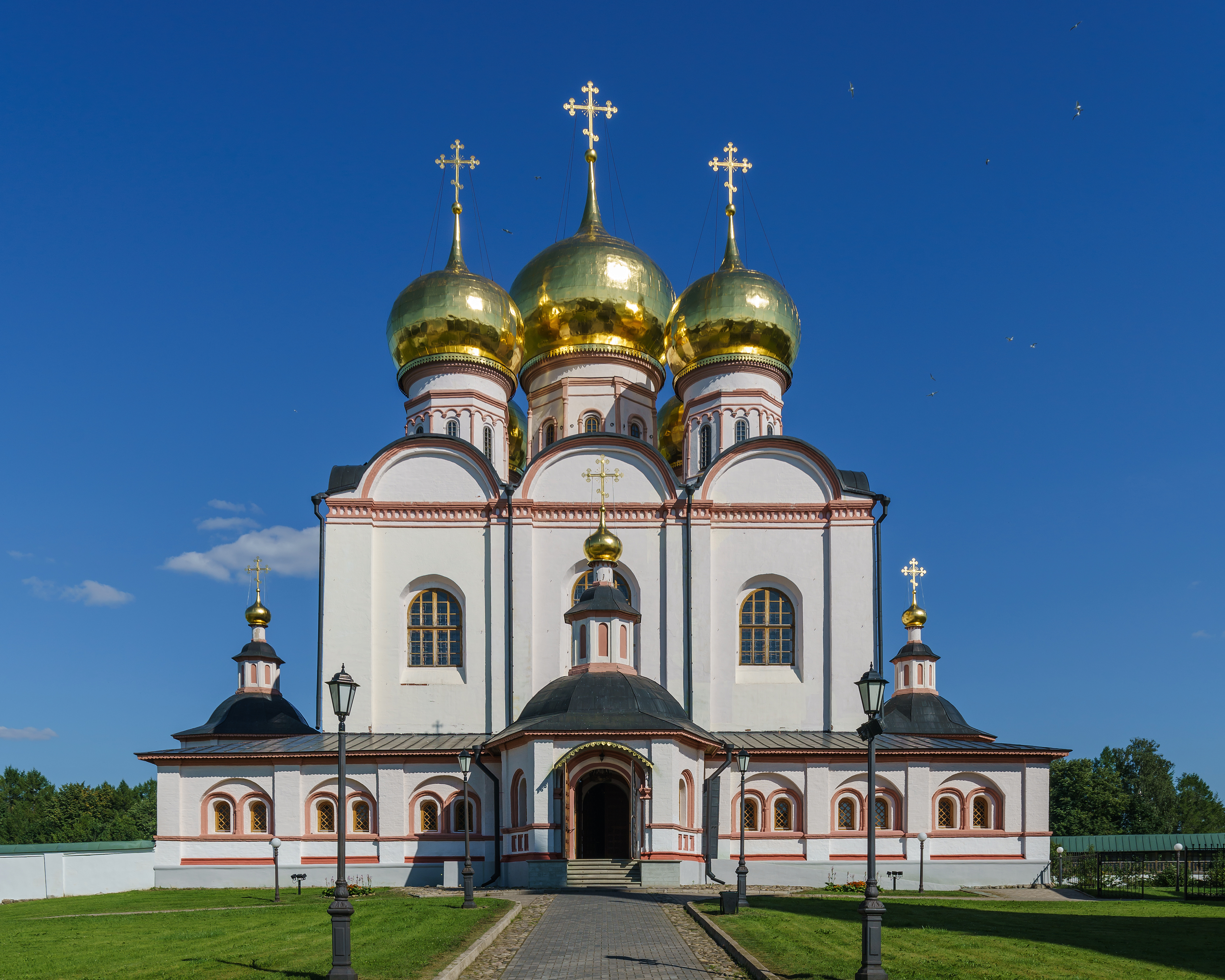
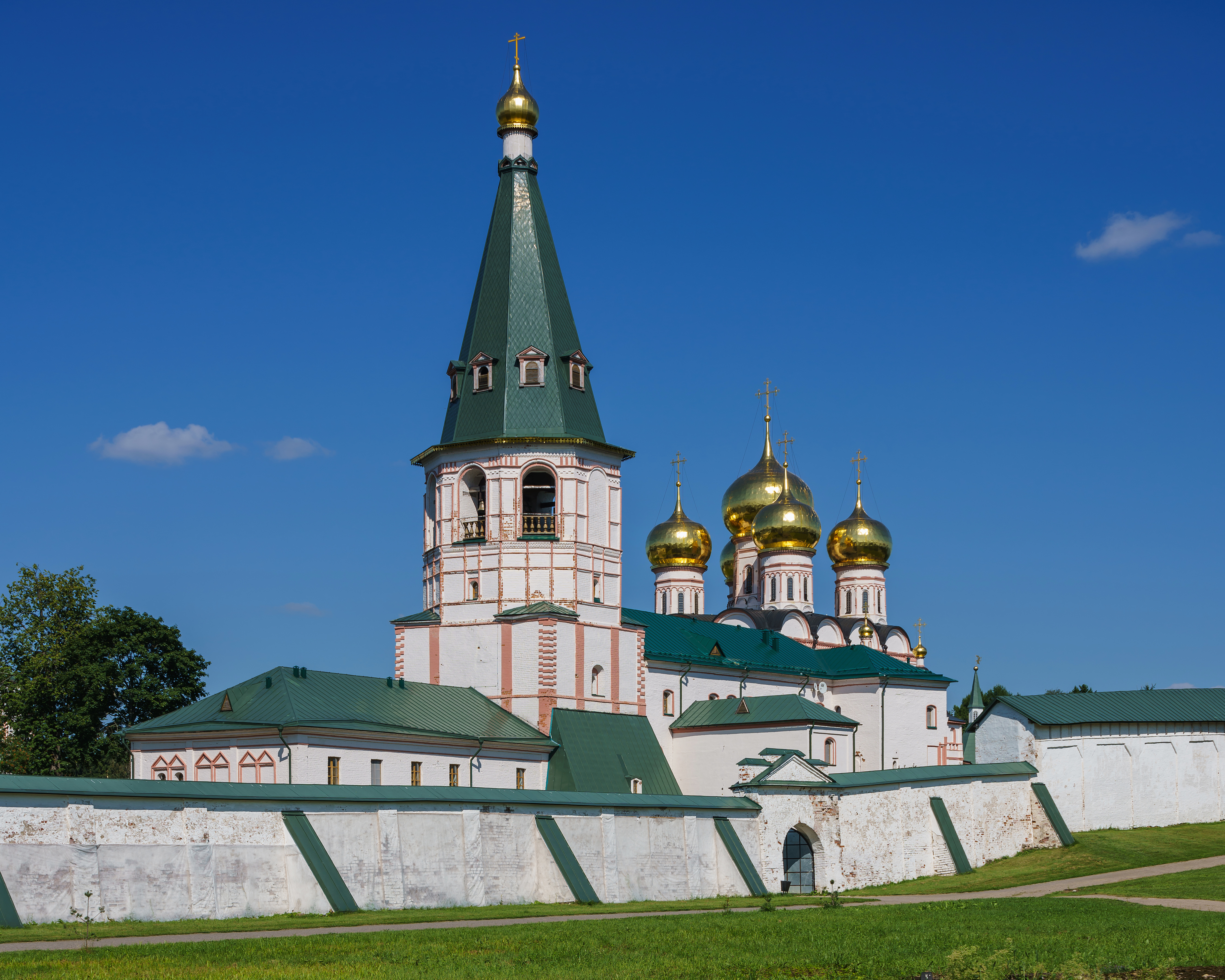
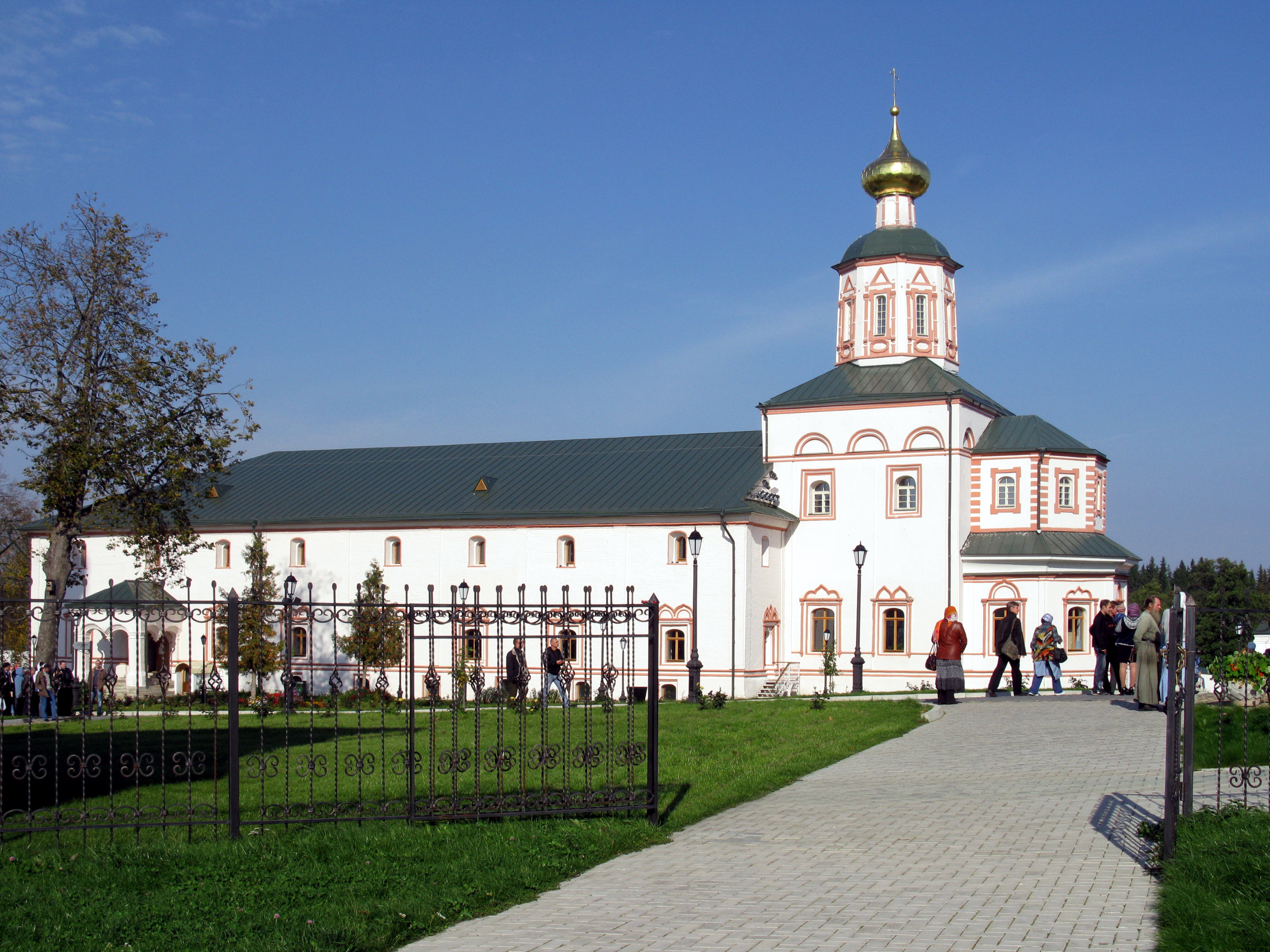
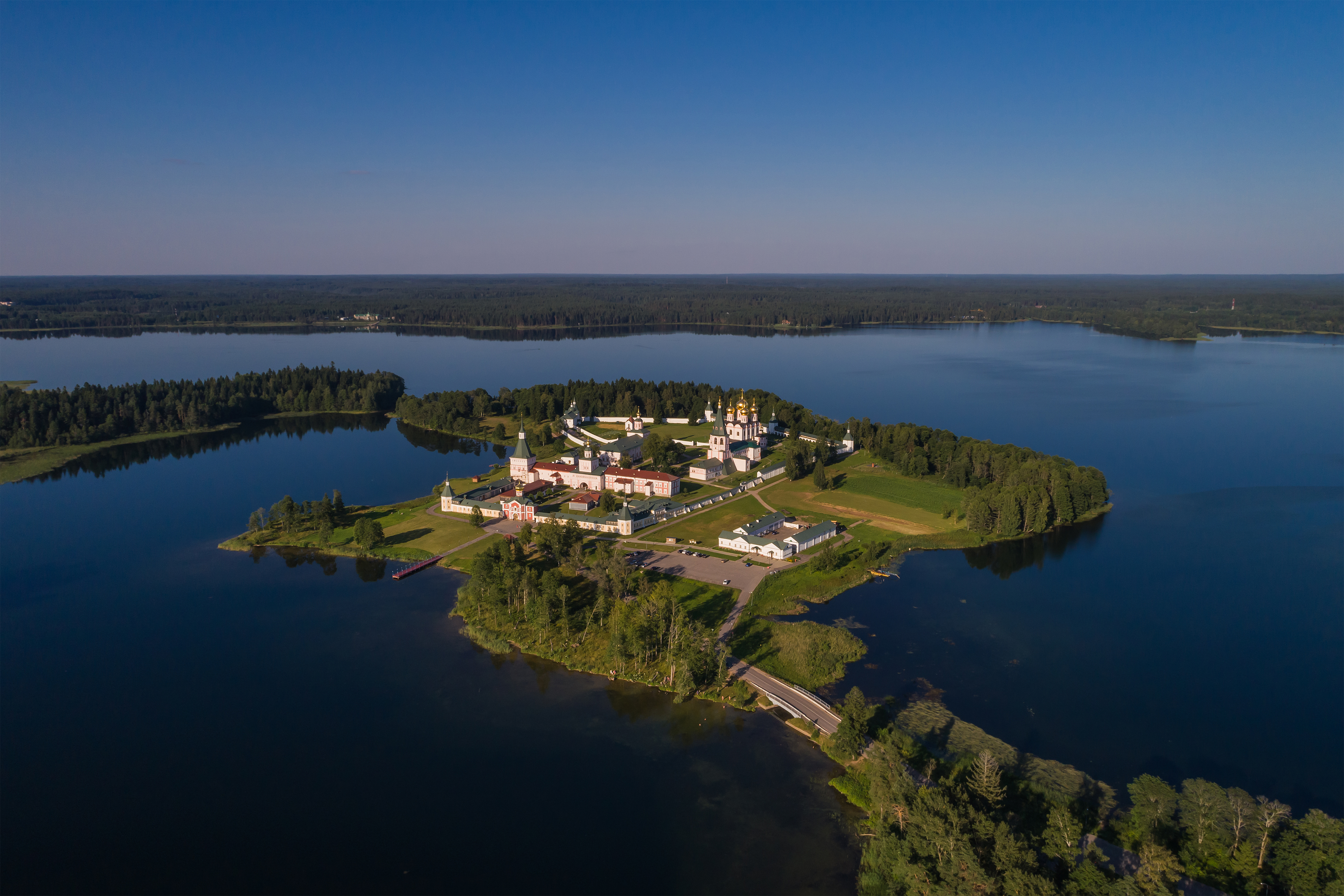
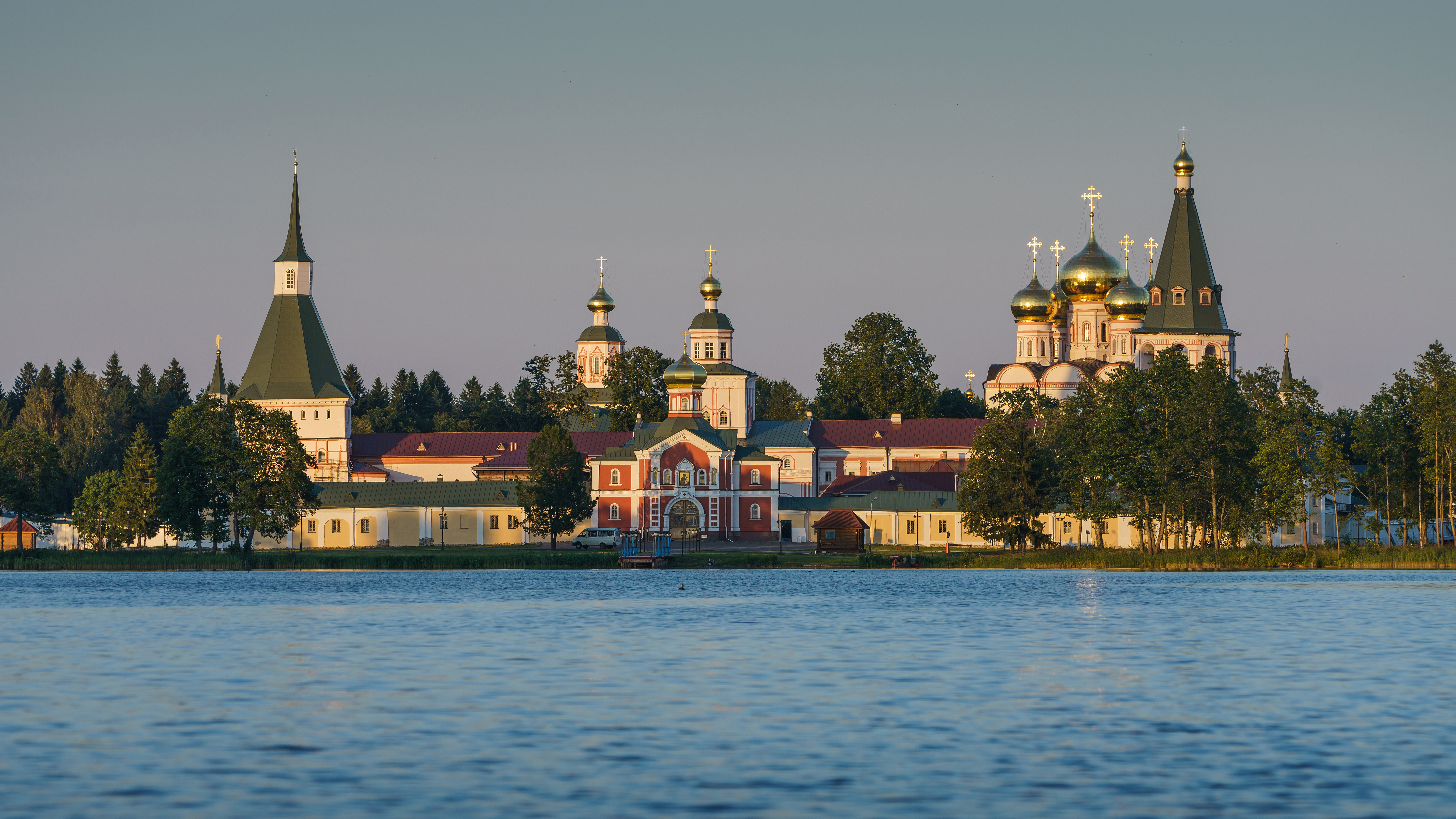